# Politikåret 1865

## Händelser
- 15 april - Sedan Abraham Lincoln blivit mördad tillträder Andrew Johnson som USA:s president.[1]
- 11 juli - Spanien erkänner Dominikanska republiken.[2]
- 16 oktober – Edward Stafford efterträder Frederick Weld som Nya Zeelands premiärminister.[3]
- 29 oktober – John Russel efterträder avlidne Henry John Temple som Storbritanniens premiärminister.[4]
- 6 november – Christian Emil efterträder Christian Albrecht Bluhme som Danmarks konseljpresident.[5]
- 7 december – Sveriges riksdag beslutar att ersätta ståndsparlamentet med ett tvåkammarparlament.[6]
- 11 november – Bhutan ställs under brittiskt beskydd.[7]

## Födda
- 17 mars – Gabriel Narutowicz, polsk politiker, president 1922.

## Avlidna
- 15 april – Abraham Lincoln, amerikansk politiker, representanthusledamot 1847–1849, USA:s president 1861–1865.

### Fotnoter
1. ↑  ”United States of America” (på engelska). World Statesmen. http://www.worldstatesmen.org/United_States.html. Läst 29 juli 2015.
2. ↑  ”Dominican Republic” (på engelska). World Statesmen. http://www.worldstatesmen.org/Dominican_Republic.html. Läst 30 juli 2015.
3. ↑  ”New Zealand” (på engelska). World Statesmen. http://www.worldstatesmen.org/New_Zealand.htm. Läst 1 augusti 2015.
4. ↑  ”United Kingdom” (på engelska). World Statesmen. http://www.worldstatesmen.org/United_Kingdom.html. Läst 29 juli 2015.
5. ↑  ”Denmark” (på engelska). World Statesmen. http://www.worldstatesmen.org/Denmark.html. Läst 29 juli 2015.
6. ↑  ”Scen utanför Riddarhuset den 7 december 1865. Originalteckning af Konrad. Litografi i Illustrerad Tidning, nr 50 den 16 december 1865.”. Stockholmskällan. 7 december 1865. http://www.stockholmskallan.se/Soksida/Post/?nid=19454. Läst 29 juli 2015.
7. ↑  ”Bhutan”. World Statesmen. http://www.worldstatesmen.org/Bhutan.html. Läst 30 juli 2015.